# Bajram Curri
Bajram Curri (nevének ejtése bajɾam t͡suɾi; Gjakova, 1862 – Dragobia, 1925. március 29.) albán politikus, a függetlenségi mozgalom alakja.

## Élete
1899 körül a Pejai Liga egyik szervezője volt, majd 1912 májusától részt vett Albánia függetlenségi harcaiban. Az első világháborút a Kaçak gerillamozgalom tagjaként küzdötte végig Koszovóban. Az első Evangjeli-kormányban 1921-ben rövid ideig hadügyminiszter volt, majd december 7-étől Hasan Prishtina a hadsereg főparancsnokává nevezte ki. Később a belügyminiszter Amet Zogolli erőszakos politikájával szemben egyre erősebb ellenállás bontakozott ki, s ennek lett egyik vezéralakja Fan Noli oldalán. Curri a Has törzsbeliek nemzetségfőjeként hamarosan a Zogolli-ellenes felkelők élére állt, tagja lett az Avni Rustemi-féle Egység (Bashkimi) nevű szervezetnek, s Hasan Prishtinával együtt 1922 februárjában létrehozták a nemzet területi egységéért harcoló Koszovói Bizottságot (Komiteti i Kosovës). Zogolli első, 1922–1924 közötti kormányzása idején ellenállókat toborzott és fegyveres csapásokat mért a kormány erőire. Az első nagyobb, Curri vezette felkelés 1922. március 2-án tört ki az észak-albániai Pukában, de a kormányerők március 8-án leverték a szervezkedést, s bár Curri csapataival Shkodra alá vonult, a város ostroma elmaradt. 1923 januárjában Curri Hasan Prishtinával és Mustafa Krujával együtt ismét fegyverbe szólították híveiket. A Gjakovából induló kormányellenes felkelők bevették Kruma városát, de Zogolli kormányhadserege ismét leverte a szervezkedést.
1924 májusában a Fan Nolival szimpatizáló antizogista erők ismét elérkezettnek látták az időt a cselekvésre. Rexhep Shala, a kormányellenes erők északi parancsnoka Kukësban harcba hívta Bajram Curri és Elez Isufi embereit. A kibontakozó júniusi forradalom során Zogolli menekülni kényszerült, s Curri csapataitól vereséget szenvedve embereivel Jugoszláviába távozott. Fél évvel később Zogolli a hatalom visszavételére készült, s december 13-án a zogista Cena Kryeziu csapatai támadást intéztek az Északkelet-Albániát felügyelő Curri ellen, aki 500 embere élén december 17-én Kruma térségébe húzódott vissza. Miután 1925 januárjában Zogolli ismét miniszterelnök lett, hadseregével körbevetette Currit, aki, hogy elkerülje a fogságot, 1925. március 29-én Dragobiában öngyilkosságot követett el (egyes források szerint lelőtték).
A Curri alakját és történelmi szerepét piedesztálra emelő kommunista hatalom a Dragobia melletti, adminisztratív központtá fejlesztett Kolcegajt Bajram Currira keresztelte át (a várost mindmáig így hívják). 2004-ben Ibrahim Rugova koszovói elnök Bajram Currit a posztumusz Koszovó Hőse érdemrenddel tüntette ki.